# Distretto di Chiisagata
Il distretto di Chiisagata (小県郡, Chiisagata-gun?) è uno dei distretti della prefettura di Nagano, in Giappone.
Attualmente fanno parte del distretto i comuni di Aoki e Nagawa.
| Controllo di autorità | VIAF (EN) 139609870 · LCCN (EN) n84194567 · J9U (EN, HE) 987007557784005171 · NDL (EN, JA) 00553844 |